# التون چیگومبورا

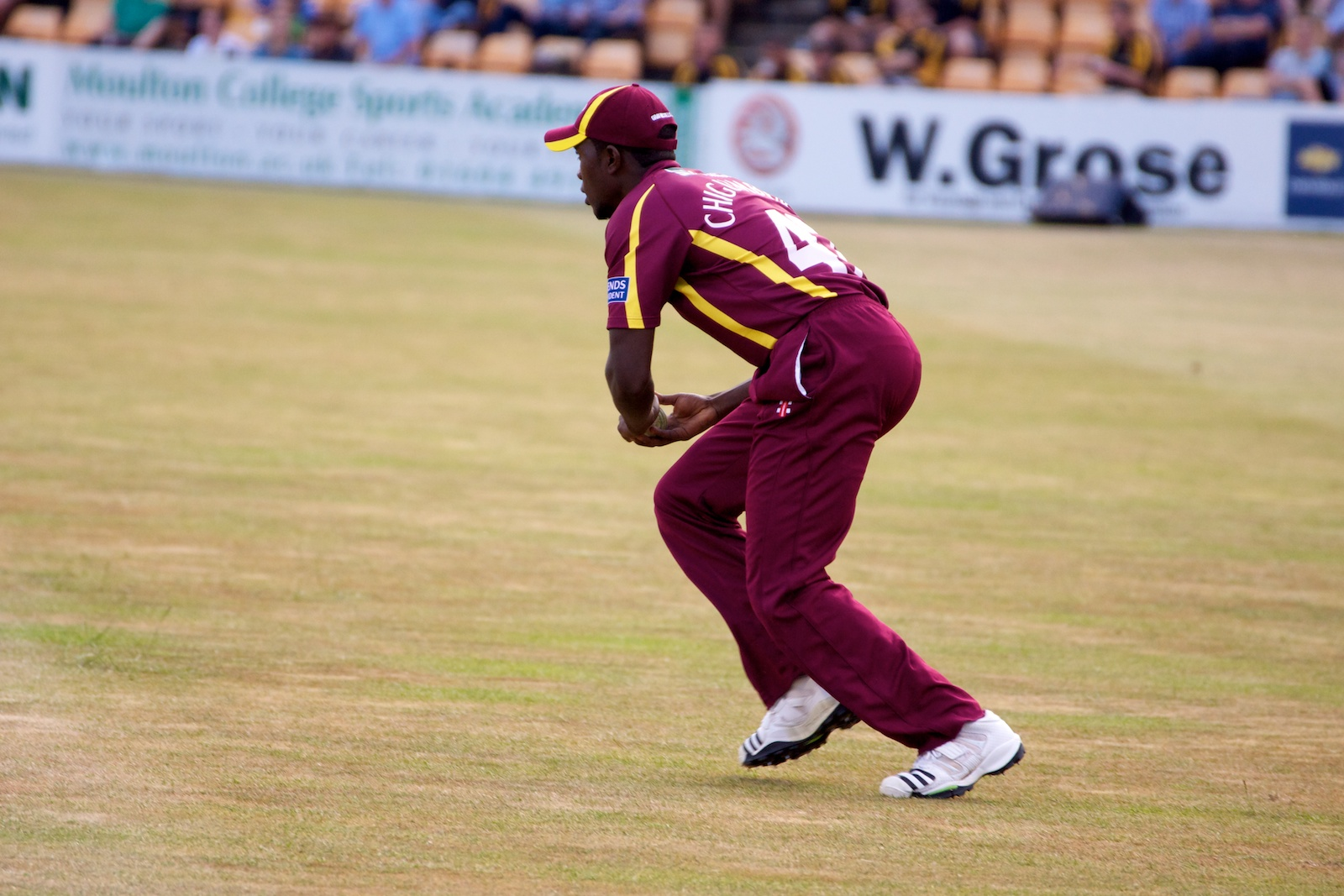

التون چیگومبورا (متولد ۱۴ مارس ۱۹۸۶) بازیکن کریکت سابق زیمبابوه‌ای است، که برای بازی تیم ملی کریکت زیمبابوه بین سال‌های ۲۰۰۴ تا ۲۰۲۰ بازی کرده‌است. چیگومبورا در سن پانزده سالگی اولین بازی کلاس اول خود را برای ماشونالند انجام داد و به نمایندگی از زیمبابوه در دو جام جهانی زیر ۱۹ سال متوالی بازی کرد.